# Alex Balfanz
Alex Balfanz (sinh ngày 5 tháng 5 năm 1999) là một nhà phát triển trò chơi điện tử người Mỹ. Anh nổi tiếng vì là người phát triển trò chơi Jailbreak trên Roblox

## Tuổi trẻ
Balfanz bắt đầu viết trò chơi bằng Roblox Studio khi mới 9 tuổi. Bố của Balfanz là một lập trình viên, nên Balfanz cho rằng đây là một trong những lý do chính khiến anh sớm bắt đầu học lập trình. Anh học trung học tại trường Trintity Prepratory. Trước khi phát hành Jailbreak, Balfanz đã phát hành một số trò chơi khác trên Roblox, mà anh ta cho biết đã kiếm được "vài nghìn đô la".

## Sự nghiệp
Vào tháng 1 năm 2016, Balfanz và đối tác của anh, asimo3089, đã tạo ra trò chơi Volt, một trò chơi thế giới mở trong đó người chơi cần hoàn thành các trò chơi nhỏ.
Vào tháng 1 năm 2017, Balfanz và asimo3089, đã phát hành Jailbreak, một trò chơi cảnh sát và tù nhân trên Roblox. Vào ngày đầu tiên phát hành, trò chơi đã đạt 70,000 người chơi đồng thời, một con số khiến Balfanz phải sửng sốt. Nó nhanh chóng trở thành một trong những trò chơi phổ biến nhất trên Roblox và đã giúp Balfanz trở thành triệu phú.  Balfanz đã được Observatory of Educational Innovation trích dẫn như một ví dụ của một người thành công trên, và họ nói một trong những lý do chính cho sự phổ biến của Jailbreak là do đại dịch COVID-19.

## Cuộc sống
Alex Balfanz theo học Đại học Duke, và trả tiền học phí đại học bằng tiền có được từ trò chơi Jailbreak.